# Hydrellia pulla
Hydrellia pulla är en tvåvingeart som beskrevs av Cresson 1931. Hydrellia pulla ingår i släktet Hydrellia och familjen vattenflugor. Inga underarter finns listade i Catalogue of Life.